# A Thousand Suns
A Thousand Suns là album phòng thu thứ tư của ban nhạc rock Mỹ Linkin Park. Nó được phát hành vào ngày 10 tháng 9 năm 2010, bởi Warner Bros. Records. Album được chắp bút bởi ban nhạc và được sản xuất bởi giọng ca của Linkin Park Mike Shinoda và Rick Rubin, những người đã cùng nhau sản xuất album phòng thu trước đó của ban nhạc Minutes to Midnight (2007). Các buổi thu âm cho A Thousand Suns đã diễn ra tại NRG Recording Studios ở North Hollywood, California từ năm 2008 đến đầu năm 2010.
A Thousand Suns là một album chủ đề, nó đề cập đến những nỗi sợ hãi của con người như chiến tranh hạt nhân. Ban nhạc đã nói rằng album là một sự chuyển hướng rõ rệt từ sản phẩm trước đây của họ; họ đã thử nghiệm những âm hưởng mới mẻ và đa dạng. Shinoda nói với MTV rằng album đề cập đến nhiều vấn đề xã hội và dung hòa lý tưởng của con người với công nghệ. Tựa đề này tạo sự liên tưởng đến thánh kinh tiếng Phạn của người Hindu, một dòng trong đó được phổ biến lần đầu tiên vào năm 1945 bởi J. Robert Oppenheimer, người đã mô tả quả bom nguyên tử "sáng như một nghìn mặt trời". Nó cũng xuất hiện trong một dòng lời bài hát từ đĩa đơn đầu tiên của album, "The Catalyst".
"The Catalyst" được gửi đến đài phát thanh và phát hành cho các nhà bán lẻ nhạc kỹ thuật số vào ngày 2 tháng 8 năm 2010. "The Catalyst" đạt vị trí cao nhất tại bảng xếp hạng Billboard Alternative Songs và Rock Songs. Ba đĩa đơn nữa đã được phát hành để quảng bá cho album: "Waiting for the End", "Burning in the Skies" và "Iridescent". "The Catalyst" và "Waiting for the End" đã được chứng nhận vàng bởi Hiệp hội Công nghiệp Ghi âm Hoa Kỳ (RIAA). Linkin Park đã quảng bá album thông qua chuyến lưu diễn A Thousand Suns World Tour từ tháng 10 năm 2010 đến tháng 9 năm 2011.
Mặc dù nhận được phản ứng trái chiều từ thính giả, album đã nhận được phản hồi tích cực từ các nhà phê bình, một số người cho rằng đây là sự phát triển một cách tự nhiên của ban nhạc. Đĩa nhạc này đứng thứ nhất trên hơn mười bảng xếp hạng và được RIAA chứng nhận đĩa bạch kim vào tháng 8 năm 2017.

## Sáng tác và thu âm
Quá trình thu âm cho album bắt đầu vào năm 2008, chưa đầy một năm sau khi phát hành Minutes to Midnight (2007). Cũng như album Minutes to Midnight, Shinoda và Rick Rubin đã sản xuất album. Các buổi thu âm chính cho A Thousand Suns đã diễn ra tại NRG Recording Studios ở North Hollywood, Los Angeles, California. Vào tháng 11 năm 2008, ca sĩ chính Chester Bennington cho biết đĩa nhạc mới là một album chủ đề; ông nói về thể loại này "thể loại này [album chủ đề] đối với tôi có vẻ khó nghe, vì vậy, tôi cảm thấy mức độ tự tin về nó đã giảm, nhưng khi nó được trình bày bởi một người bạn này của chúng tôi, thì chúng tôi lại thích ý tưởng này. Đó là một ý tưởng đầy cảm hứng, và chúng tôi có thể liên tưởng đến rất nhiều điều để sáng tác cho nó."
Vào tháng 5 năm 2009, Mike Shinoda đã tiết lộ thông tin về album trong một câu chuyện trên tạp chí Billboard, nói rằng: "Tôi cảm thấy như chúng tôi đã sáng tác rất nhiều. Tôi muốn nói rằng chúng tôi đã hoàn thành khoảng một nửa đĩa nhạc, mặc dù tôi không nên nói nửa chừng vì ai mà biết được mẻ bài hát tiếp theo sẽ mất bao lâu. Nhưng rốt cuộc tất cả các nhạc phẩm cứ như tự hoàn thiện mình vậy, và mỗi tuần chúng tôi gặp nhau và đánh giá tình hình, rồi những ngày còn lại trong tuần, chúng tôi chỉ cần làm ra bất cứ thứ gì chúng tôi thấy thú vị."  Ông cũng giải thích về thử nghiệm mà ban nhạc sẽ thực hiện, nói rằng, "Nó sẽ không phải là Hybrid Theory. Nó cũng sẽ không phải là Minutes to Midnight. Và nếu chúng tôi làm đúng, nó sẽ có một âm hưởng tân thời, và nó sẽ tự khẳng định mình là một đĩa nhạc tách biệt với tất cả đĩa nhạc khác."
Bennington tiếp tục sáng tác cho album trong thời gian đang lưu diễn với Dead by Sunrise để hỗ trợ cho album phòng thu năm 2009 của họ là Out of Ashes. Ông cho biết Linkin Park vẫn đang thực hiện một đĩa nhạc chủ đề, và nói trong một cuộc phỏng vấn khác với MTV rằng, "chúng tôi có thể chỉ cần tạo một đĩa nhạc và vẫn cố gắng thực hiện một chủ đề nhưng phải tìm ra cách để thực hiện mà không thực sự phải đợi thêm 5 hoặc 6 năm nữa để đợi tạo ra một đĩa nhạc mới, để cố gắng làm được tất cả những điều điên rồ mà chúng tôi đang nghĩ ra. Và chúng tôi đang làm như vậy." Tay bass Dave "Phoenix" Farrell dự đoán người hâm mộ của ban nhạc sẽ bị chia rẽ vì A Thousand Suns, nói rằng, "Chúng tôi biết rằng [album] sẽ khác biệt, và nếu người hâm mộ đang mong đợi Hybrid Theory hoặc Meteora, họ sẽ ngạc nhiên. Mọi người sẽ mất một thời gian để hiểu được nó và biết phải làm gì với nó." 
Khi được hỏi về dự án mới, tay trống Rob Bourdon cho biết, "Chúng tôi có xu hướng cầu toàn và đó là phong cách chúng tôi làm việc. Chúng tôi thích ở trong phòng thu và khi bước vào đó, chúng tôi sáng tác rất nhiều nhạc phẩm."  Bourdon nói rằng album là một thách thức, "Chúng tôi đã tạo ra âm nhạc trong một thời gian dài nên một trong những thách thức là phải phát triển và tạo ra thứ gì đó để khiến chúng tôi hứng thú và cũng có nhiều niềm vui trong quá trình làm việc. Chúng tôi đã quen với việc tạo ra một loại nhạc nhất định và sử dụng âm hưởng để thực hiện điều đó. Vì vậy, để thoát ra khỏi thói quen đó và thúc đẩy bản thân phát triển chắc chắn là một thách thức."  Sau đó, Shinoda nói rằng album không phải là một đĩa nhạc chủ đề, nói, "Mọi người đã hỏi chúng tôi liệu đó có phải là một đĩa nhạc chủ đề hay không, và trong giữa quá trình tạo ra nó, chúng tôi đang cân nhắc xem đó có phải là thứ chúng tôi muốn tạo ra hay không". tuy nhiên ông cho rằng sau cùng thì, A Thousand Suns khi hoàn thành lại không có cốt truyện nào và "trừu tượng" hơn nhiều album chủ đề.

## Phong cách và biên soạn
Trong một cuộc phỏng vấn với Rolling Stone vào tháng 5 năm 2009, Shinoda cho biết ban nhạc đang trong quá trình sáng tác và thu âm nhạc phẩm cho album. Ban đầu album được lên kế hoạch phát hành vào đầu năm 2010, nhưng Shinoda cảm thấy lo lắng về "chất lượng của các giai điệu" và nói, "nếu chúng tôi cần phải lùi lại một bước và đảm bảo mọi thứ đều đạt chất lượng hàng đầu theo tiêu chuẩn của chúng tôi, thì chúng tôi sẽ làm vậy".  Shinoda cũng nói rằng, so với Minutes to Midnight, album mới sẽ có một "sợi dây đồng nhất" lớn hơn và sẽ mang tính thử nghiệm hơn và "hy vọng sẽ mang tính tân thời hơn".
Christopher Weingarten từ The Village Voice đã so sánh album này với album phòng thu thứ ba của Radiohead, là OK Computer, mô tả âm nhạc của đĩa nhạc là "những đoạn hook tự do, [...], những tiếng đàn piano âm, khám phá mối quan hệ của con người với công nghệ, [và] hoàn toàn loại bỏ âm hưởng metal". Jordy Kasko của Review Rinse Repeat đã so sánh phong cách của A Thousand Suns với phong cách của album phòng thu thứ tám The Dark Side of the Moon của Pink Floyd và album phòng thu thứ tư của Radiohead là Kid A.
James Montgomery của MTV đã so sánh album với Kid A vì không có nhiều tiếng guitar, phong cách hoàn toàn khác biệt với những sản phẩm trước của ban nhạc, cũng như thông điệp của album. Montgomery đã nói, "Những vấn đề này, những tội ác này hay những ác quỷ này đang ám ảnh chúng ta năm 2010 đều không có gì mới mẻ. Thật ra là ngược lại. Chúng ta chỉ chọn cách phớt lờ những cảnh báo này. Và giờ thì có thể đã quá trễ." Dựa theo tay xoay bàn đĩa Joe Hahn, tiêu đề của album phản ánh đến một dòng trong kinh thánh tiếng Phạn đạo Hindu Bhagavad Gita "Nếu ánh hào quang của một nghìn mặt trời cùng lúc bùng nổ trên bầu trời, đó sẽ là sự huy hoàng của đấng quyền năng," nó trở nên nổi tiếng khi J. Robert Oppenheimer dùng nó để mô tả bom nguyên tử. Tựa đề cũng xuất hiện trong đĩa đơn chính của album là "The Catalyst", trong câu hát "God save us everyone, will we burn inside the fires of a thousand suns?" ("Xin Chúa hãy cứu tất cả chúng con, liệu chúng con sẽ thiêu cháy bên trong ngọn lửa của ngàn mặt trời"). Ban nhạc nói rằng lời bình luận của Oppenheimer về bom nguyên tử đã ảnh hưởng đến chủ đề tận thế của album.
Ban nhạc đã nói rằng ca khúc thứ mười của album, "Wretches and Kings", nhằm bày tỏ sự tôn trọng đối với nhóm nhạc hip-hop Public Enemy. Nói với NME về việc bài hát liên quan đến Public Enemy, Shinoda nói, "Có một sự tôn trọng đối với Chuck D trong bài đó. Đây có lẽ là bài hát hip-hop nhất trong đĩa nhạc và là một trong những bài hát công kích nhất... Public Enemy đã rất đa diện với các đĩa nhạc của họ bởi vì mặc dù họ có vẻ mang tính chính trị, nhưng còn rất nhiều điều khác ẩn sau nó. Nó khiến tôi nghĩ rằng tôi muốn đĩa nhạc của chúng tôi có tính đa diện như thế nào mà không cần bắt chước họ, và cho thấy chúng tôi đang ở mức độ sáng tạo thế nào." Ian Winwood của Kerrang! đề cập rằng "Wretches and Kings" có liên quan đến bài hát "Fight the Power" của Public Enemy và so sánh nội dung của album với album phòng thu thứ ba của Public Enemy, là Fear of a Black Planet. Chuck D sau đó đã đóng góp giọng hát trong bản phối lại của HavocNdeeD. Ca khúc thứ năm "When They Come for Me" gợi nhắc đến The Blueprint 2: The Gift & The Curse, album phòng thu thứ bảy của nghệ sĩ hip hop Jay-Z, người mà ban nhạc đã hợp tác trong đĩa EP Collision Course năm 2004. Album chứa đựng các bài phát biểu đáng chú ý của các chính khách Hoa Kỳ, bao gồm Martin Luther King Jr., J. Robert Oppenheimer, và Mario Savio.

Chester Bennington đã nói trong một cuộc phỏng vấn với MTV News, khi đề cập đến phong cách mới của Linkin Park là ít kỹ nghệ hơn và thực dụng hơn: 
 "Khi tạo ra thứ âm nhạc giống như Linkin Park hồi xưa, chẳng hạn như phối hip-hop với một điệp khúc rock, [chúng tôi] cảm thấy rằng, nếu chúng tôi muốn làm như vậy, thì chúng tôi cần thực sự làm theo cách cảm thấy tự nhiên và nguyên bản, và cảm thấy như đó là điều mà chúng tôi chưa từng làm trong quá khứ... Mặc dù có các bài hát hip-hop trong album như — 'Wretches and Kings', 'When They Come for Me' — chúng không giống bất cứ thứ gì mà ban nhạc đã thử trước đây: gầm gừ, thô thiển, tối tăm và... thực dụng một cách kỳ lạ."  
 Các nhà phê bình và phóng viên đã gắn nhãn nhạc phẩm của album với một số thể loại khác nhau, bao gồm trip hop, Electronic rock, ambient,  alternative rock, industrial rock, rock thử nghiệm, rap rock, và progressive rock . So với đĩa nhạc trước đó của họ, Minutes to Midnight (2007), Shinoda đã đóng góp nhiều đoạn ca hát hơn, trong khi những đoạn guitar riff của Brad Delson được đưa vào âm nền sâu hơn, nó được Gary Graff từ Billboard mô tả là "tạm thời bị phớt lờ (gần như bị bỏ quên)". Shinoda rap trong các ca khúc "When They Come for Me", "Wretches and Kings" và đĩa đơn thứ hai của album là "Waiting for the End". Derek Oswald của AltWire.net đã ghi nhận những âm hưởng giống như reggae đối với những khổ của Shinoda trong "Waiting for the End". Ông hát các khổ trong "Burning in the Skies", "Robot Boy", "Blackout", "Iridescent" và "The Catalyst". Bennington và Shinoda hát cùng nhau trong "The Catalyst", "Jornada del Muerto" và "Robot Boy", trong khi "Iridescent" có sự tham gia của tất cả các thành viên trong ban nhạc hát cùng nhau.

## Phát hành và quảng bá

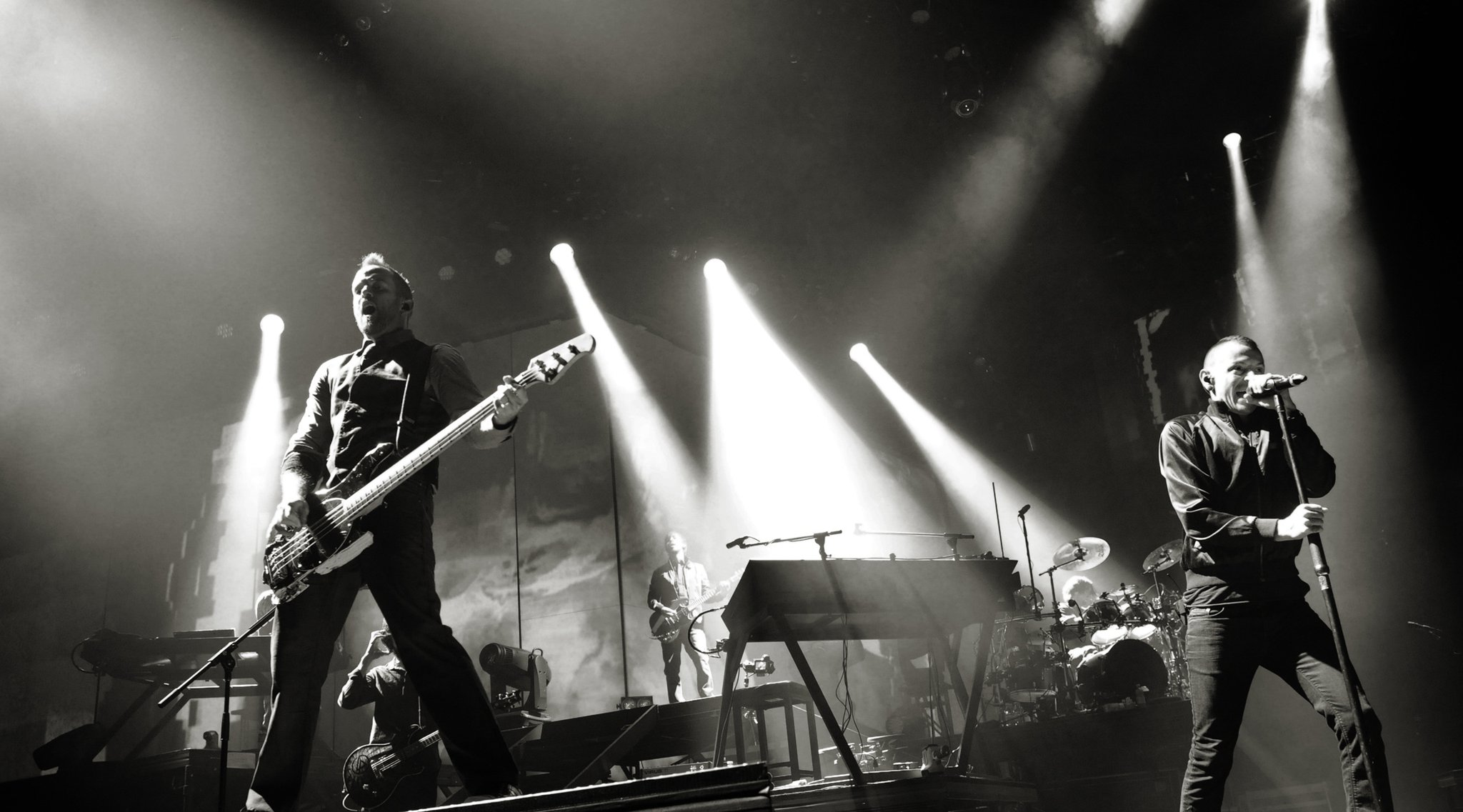
Linkin Park biểu diễn tại Berlin, Đức để quảng bá A Thousand Suns vào ngày 20 tháng 10 năm 2010

Album được trưng bày tại triển lãm laser 3-D tại Nhà hát Music Box ở Hollywood vào ngày 7 tháng 9 năm 2010. A Thousand Suns được phát hành chính thức vào ngày 10 tháng 9 năm 2010, tại Đức, Áo và Thụy Sĩ; vào ngày 13 tháng 9 năm 2010, tại Hoa Kỳ. Linkin Park bắt đầu quảng bá album trên toàn thế giới với chuyến lưu diễn A Thousand Suns World Tour, bắt đầu vào ngày 7 tháng 10 năm 2010 và kết thúc vào ngày 25 tháng 9 năm 2011. Ban nhạc đã biểu diễn một danh sách nhạc ở Cổng Puerta de Alcalá ở Madrid; buổi biểu diễn trực tiếp "Waiting for the End" của họ được trình diễn tại Lễ trao giải Âm nhạc MTV Châu Âu năm 2010.
Linkin Park cũng quảng bá A Thousand Suns bằng cách đưa các bài hát trong album vào trò chơi điện tử. Joe Hahn cho biết "The Catalyst" sẽ được đưa vào trò chơi điện tử Medal of Honor. Hahn cũng tuyên bố sẽ đạo diễn một đoạn trailer cho trò chơi; nó được phát hành vào ngày 1 tháng 8 năm 2010—  một ngày trước khi phát hành đĩa đơn. Dave "Phoenix" Farrell tuyên bố rằng các thành viên của ban nhạc tin rằng "âm sắc tối tăm của bài hát... phù hợp với chủ đề" của trò chơi, đó là lý do "The Catalyst" được chọn cho Medal of Honor.  Trong buổi phát hành album tại Nhật Bản vào ngày 15 tháng 9 năm 2010, Warner Music Japan thông báo rằng "The Catalyst" sẽ là bài hát chủ đề chính thức của Mobile Suit Gundam: Extreme Vs.  "Blackout" được góp mặt trong trò chơi điện tử bóng đá của EA Sports, là FIFA 11. Ban nhạc đã phát hành một trò chơi điện tử có tên là Linkin Park Revenge — một phiên bản của Tap Tap Revenge có bốn bài hát trong album và sáu bài hát từ các album trước đây của Linkin Park. "Wretches and Kings" xuất hiện trong đoạn giới thiệu của trò chơi điện tử EA Sports MMA.
"Blackout", "Burning in the Skies", "The Catalyst", "The Messenger", "Waiting for the End" và "Wretches and Kings" đều có sẵn dưới dạng nội dung có thể tải xuống trong trò chơi điện tử nhịp điệu Guitar Hero: Warriors of Rock, được phát hành vào ngày 19 tháng 10 năm 2010, trên PlayStation Store, Xbox Live Marketplace và Wii Shop Channel. Những khách hàng đã mua Guitar Hero: Warriors of Rock từ Amazon.com trong khoảng thời gian từ ngày 17 tháng 10 đến ngày 23 tháng 10 sẽ nhận được một đĩa A Thousand Suns.  Ba bài hát đã được phối lại và phát hành dưới dạng nội dung có thể tải xuống cho trò chơi điện tử nhịp điệu DJ Hero 2 vào cuối năm 2010. Vào ngày 11 tháng 1 năm 2011, một gói bài hát Linkin Park đã được phát hành cho trò chơi điện tử nhịp điệu Rock Band 3; nó bao gồm "Waiting for the End" và năm bài hát trong các album trước của ban nhạc.
Vào ngày 5 tháng 3 năm 2011, Mike Shinoda thông báo về album A Thousand Suns + được phát hành tại Châu Âu, một đĩa tái bản giới hạn của album được phát hành vào ngày 28 tháng 3 năm 2011. Đĩa tái bản bao gồm một DVD trực tiếp buổi biểu diễn Giải Âm nhạc MTV Châu Âu của ban nhạc tại Puerta de Alcalá, Madrid vào ngày 7 tháng 11 năm 2010, và một tệp âm thanh MP3 của chương trình. Vào ngày 19 tháng 6 năm 2012, một phiên bản trực tiếp của album, có tựa đề A Thousand Suns: Live Around the World được phát hành trên Spotify. Nó có mười trong số mười lăm bài hát của album. Các bài nhạc được thu âm ở London, Hamburg, Paris, Berlin và Las Vegas.

### Đĩa đơn

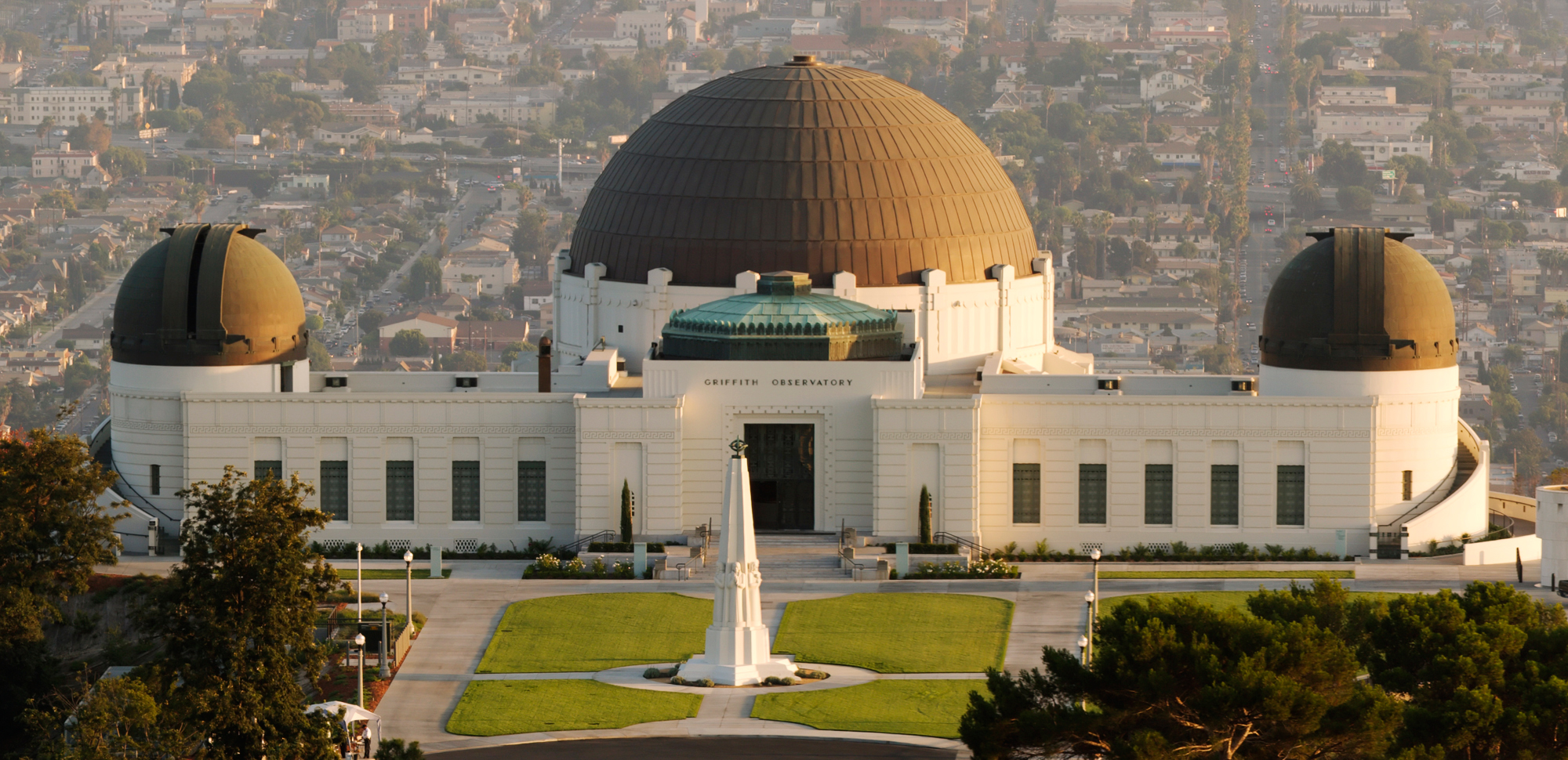
"The Catalyst", đĩa đơn đầu tiên của album, lần đầu tiên được biểu diễn trực tiếp tại Đài quan sát Griffith (trong ảnh).

Trong buổi thông báo về ngày phát hành album, Linkin Park cho biết đĩa đơn đầu tiên của album sẽ là "The Catalyst", được phát hành vào ngày 2 tháng 8 năm 2010. Từ ngày 9 tháng 7 năm 2010 cho đến ngày 25 tháng 7 năm 2010, ban nhạc đã tổ chức một cuộc thi mang tên "Linkin Park, Với sự góp mặt của bạn". Trong cuộc thi, người hâm mộ có thể tải xuống các đoạn nhạc gốc lấy từ bài "The Catalyst", phối lại các đoạn nhạc gốc và/hoặc viết các phần nhạc của riêng họ cho bài hát trên bất kỳ nhạc cụ nào.  Người chiến thắng trong cuộc thi này là Czeslaw "NoBraiN" Sakowski đến từ Świdnica, Ba Lan, người có bản phối lại được trở thành một ca khúc bổ sung trong một phiên bản của album phát hành bởi Best Buy và Napster. Phần ghi chú lót chân của album đã ghi nhận Sakowski đóng góp " lập trình bổ sung" trong bài "When They Come for Me".
Hai trong số các bản phối lại của DIGITALOMAT và ill Audio kể từ đó đã được phát hành qua trang web của ban nhạc dưới dạng tải xuống tệp mp3 miễn phí, trong khi hai bản của Cale Pellick và DJ Endorphin được phát hành trong phiên bản đĩa đơn "The Catalyst" độc quyền tại Đức. Video âm nhạc cho "The Catalyst", do Joe Hahn đạo diễn, được công chiếu vào ngày 26 tháng 8 năm 2010. Vào ngày 31 tháng 8 năm 2010, ban nhạc thông báo sẽ trình diễn trực tiếp đĩa đơn đầu tiên của họ tại Lễ trao giải MTV Video Music năm 2010 vào ngày 12 tháng 9 năm 2010, tại Đài quan sát Griffith. Địa điểm được giữ bí mật cho đến khi biểu diễn, dù trước đó nó cũng được tiết lộ là một địa danh nổi bật ở Los Angeles. Đĩa đơn đạt vị trí số một trên bảng xếp hạng Billboard Rock Songs và Alternative Songs, và trên UK Rock Chart. Đĩa đơn cũng đạt vị trí thứ hai mươi bảy trên Billboard Hot 100 vào thời điểm phát hành A Thousand Suns, và bỏ ra năm tuần trên bảng xếp hạng. "The Catalyst" đã được chứng nhận vàng bởi Hiệp hội Công nghiệp Ghi âm Hoa Kỳ (RIAA) vào tháng 7 năm 2011.
Vào ngày 2 tháng 9 năm 2010, Linkin Park phát hành đĩa đơn quảng cáo "Wretches and Kings" cho những ai đã đặt trước album. Vào ngày 8 tháng 9 năm 2010, ban nhạc ra mắt "Waiting for the End" và "Blackout" trên trang Myspace của họ. Ban nhạc đã công bố trên trang web chính thức của mình một buổi công bố phát trực tuyến toàn bộ album trên trang Myspace vào ngày 10 tháng 9. Bản phối lại "Blackout" của Renholdër đã được đưa vào nhạc phim của Thế giới ngầm: Trỗi dậy.

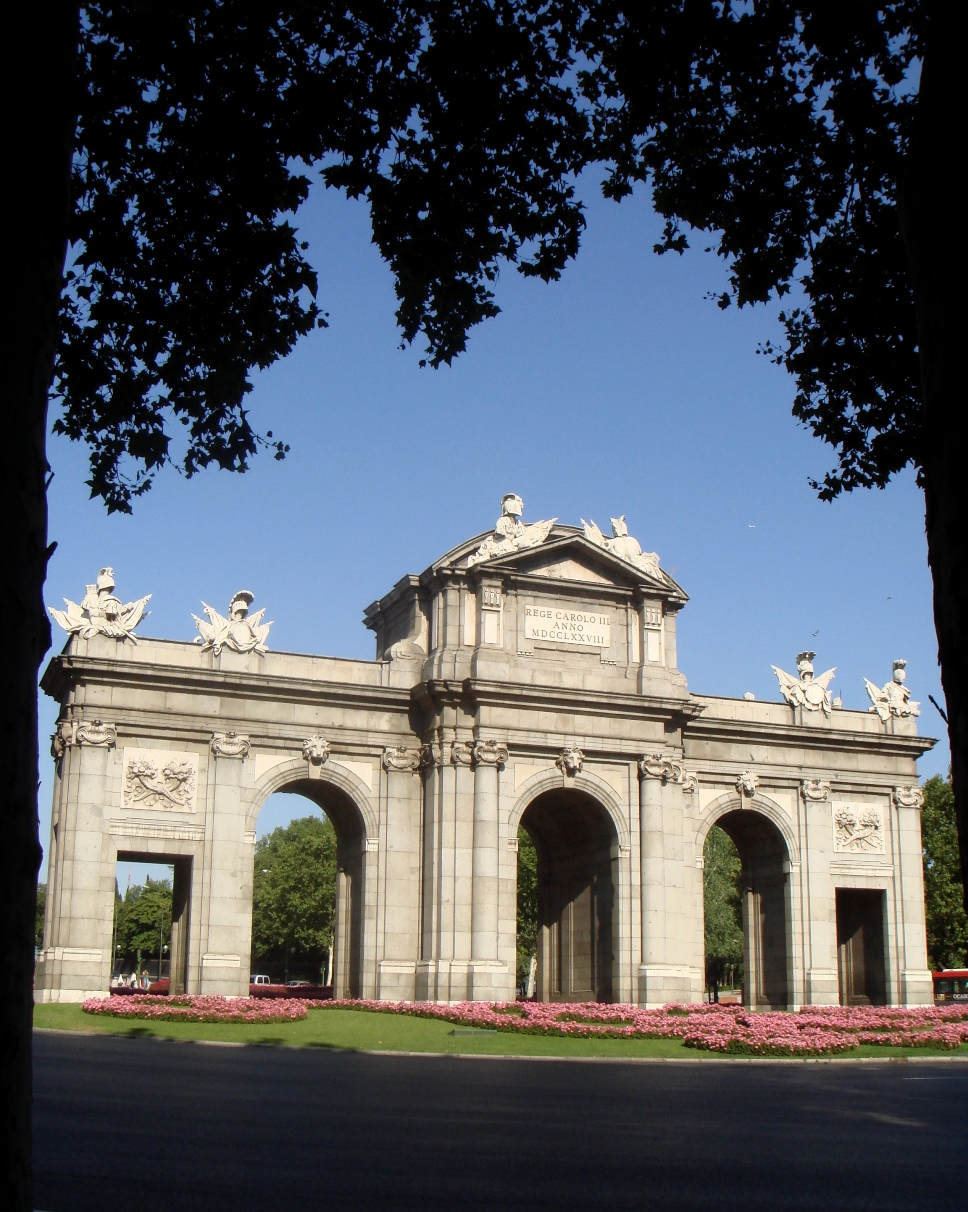
" Waiting for the End ", đĩa đơn thứ hai của album, được biểu diễn tại Cổng Puerta de Alcalá (trong ảnh).

"Waiting for the End" được phát hành làm đĩa đơn thứ hai của album vào ngày 1 tháng 10 năm 2010. Video âm nhạc của bài hát được công chiếu vào ngày 8 tháng 10 năm 2010 và được đạo diễn bởi Joe Hahn. Buổi biểu diễn "Waiting for the End" của Linkin Park tại Puerta de Alcala ở Madrid được phát sóng trong khuôn khổ Lễ trao giải Âm nhạc MTV Châu Âu 2010. "Waiting for the End" và "When They Come for Me" được trình diễn trực tiếp trên Saturday Night Live vào ngày 5 tháng 2 năm 2011. "Waiting for the End" được góp mặt trong một tập của CSI: Điều tra hiện trường tội phạm phát sóng trên CBS vào ngày 14 tháng 10 năm 2010.  Đĩa đơn đạt vị trí số một trên bảng xếp hạng Alternative Songs; đó là bài hát thứ 10 của Linkin Park từng được xếp thứ nhất trên bảng xếp hạng. Nó đạt vị trí thứ hai trên bảng xếp hạng Rock Songs và vị trí thứ bốn mươi hai trên Billboard Hot 100, trải qua chín tuần trên bảng xếp hạng. Đĩa đơn đã đạt được thành công ở các quốc gia khác, đạt vị trí thứ 34 ở Áo, thứ 20 ở Bỉ, thứ 29 ở Đức, và thứ 34 ở Nhật Bản. "Waiting for the End" đã được chứng nhận vàng bởi RIAA vào tháng 4 năm 2011.

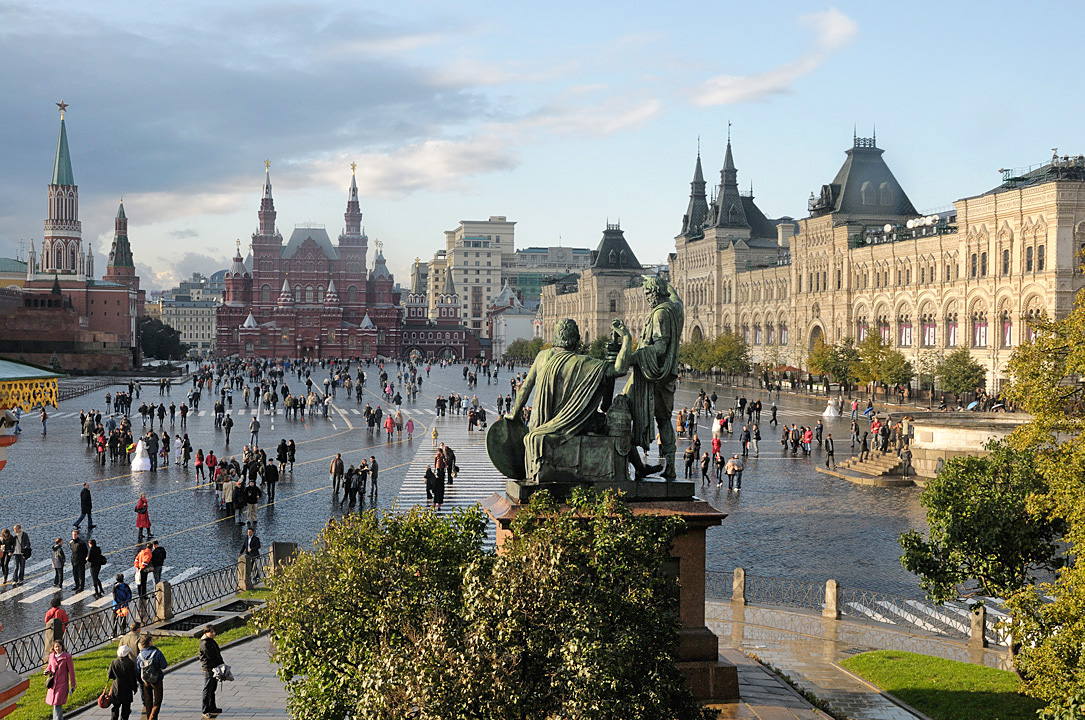
Bản chỉnh sửa radio của " Iridescent ", đĩa đơn thứ tư của album, được trình diễn trực tiếp tại Quảng trường Đỏ (ảnh) ở Moscow.

Vào ngày 22 tháng 1 năm 2011, Linkin Park thông báo rằng đĩa đơn quốc tế tiếp theo của họ sẽ là "Burning in the Skies". Video âm nhạc do Hahn đạo diễn, ra mắt vào ngày 22 tháng 2 và đĩa đơn được phát hành vào ngày 21 tháng 3. Đĩa đơn đạt vị trí thứ 35 ở Áo, thứ 35 ở Bồ Đào Nha,  vị trí thứ 26 trong bản phát sóng ở Đức, và thứ 6 ở Mexico.
Vào ngày 13 tháng 4 năm 2011, Shinoda xác nhận rằng đĩa đơn thứ 3 tại Mỹ, thứ tư của toàn cầu cũng như cuối cùng của toàn album sẽ là "Iridescent". Ông cũng cho biết một phiên bản ngắn hơn một chút của bài hát sẽ được đưa vào nhạc nền của bộ phim Transformers: Dark of the Moon, và một video âm nhạc do Hahn đạo diễn đã được thực hiện để quảng cáo cho đĩa đơn. Linkin Park đã biểu diễn bản phối lại duy nhất của "Iridescent" tại buổi ra mắt phim tại Quảng trường Đỏ, Moscow, vào ngày 23 tháng 6 năm 2011. Đĩa đơn đạt vị trí thứ 8 tại Billboard Hot 100, dành ba tuần trên bảng xếp hạng; nó cũng đạt vị trí thứ 19 tại bảng xếp hạng Alternative Songs và vị trí thứ 29 tại bảng xếp hạng Rock Songs. Bất chấp những thứ hạng thấp này, đĩa đơn đã đạt được thành công trung bình ở các quốc gia khác, đạt vị trí thứ 39 ở Úc, vị trí thứ 10 ở Israel, thứ 2 ở Hàn Quốc và thứ nhất tại Bảng xếp hạng nhạc rock ở Anh.

## Đón nhận

### Thương mại
A Thousand Suns ra mắt ở vị trí số một trên bảng xếp hạng Billboard 200 của Hoa Kỳ với doanh số tuần đầu tiên là 241.000 bản tại Hoa Kỳ, vượt quá doanh số của Passion, Pain & Pleasure (bởi Trey Songz) với con số 1.000 bản, theo Nielsen SoundScan. Nó trở thành album quán quân tại Mỹ thứ tư của Linkin Park, mặc dù doanh số tuần đầu tiên thấp hơn đáng kể so với album tiền nhiệm Minutes to Midnight (2007), khi nó đã tiêu thụ 623.000 bản.  Album lọt vào bảng xếp hạng Album nhạc Rock, Album alternative, Album Hard Rock và Album kỹ thuật số của Billboard ở vị trí số một. Trong tuần thứ hai, album trượt xuống vị trí thứ ba, tiêu thụ 70.000 bản; vào tháng 12 năm 2010, hai tháng sau khi phát hành, doanh thu của nó đã vượt mốc nửa triệu bản. Vào ngày 11 tháng 1 năm 2011, A Thousand Suns đã được chứng nhận vàng bởi RIAA cho lô hàng 500.000 bản được bán tại Mỹ. Nó đã đứng 30 tuần trên Billboard 200. Đến tháng 6 năm 2014, album đã tiêu thụ 906.000 bản tại Mỹ theo SoundScan.
Tại Canada, A Thousand Suns đạt vị trí số một trên Bảng xếp hạng Album của Canada với 23.000 bản được bán ra. Vào tháng 2 năm 2011, album đã được chứng nhận đĩa bạch kim bởi Hiệp hội Công nghiệp Ghi âm Canada với 80.000 bản bán được. Trong bảng xếp hạng album Vương quốc Anh, trải qua 17 tuần, album đã đứng ở vị trí thứ 2 với doanh số tuần đầu tiên là 46.711 bản, xếp sau album Science & Faith của The Script. Vào ngày 10 tháng 9 năm 2010, hai ngày sau khi album được phát hành tại Anh, A Thousand Suns đã được chứng nhận vàng bởi British Phonographic Industry (BPI), đánh dấu lô hàng 100.000 bản đến các nhà bán lẻ. Tại Úc, nó ra mắt ở vị trí số một trong Top 50 Album của ARIA, và giữ vị trí quán quân trong bốn tuần.  Album sau đó nằm trong top 50 của bảng xếp hạng được 18 tuần.  Vào cuối năm 2010, A Thousand Suns đã được chứng nhận vàng bởi Hiệp hội Công nghiệp ghi âm Úc (ARIA), và năm sau nó được chứng nhận bạch kim.

### Giới phê bình đón nhận
| Đánh giá chuyên môn  | Đánh giá chuyên môn |
| Điểm trung bình      | Điểm trung bình     |
| Nguồn                | Đánh giá            |
| -------------------- | ------------------- |
| Metacritic           | 66/100              |
| Nguồn đánh giá       |                     |
| Nguồn                | Đánh giá            |
| AllMusic             | [ 99 ]              |
| Artistdirect         | [ 100 ]             |
| Consequence of Sound | [ 101 ]             |
| Entertainment Weekly | B                   |
| Kerrang!             | [ 16 ]              |
| Melodic              | [ 103 ]             |
| New York Daily News  | [ 104 ]             |
| Rolling Stone        | [ 105 ]             |
| Rock Sound           | 7/10                |
| Spin                 | 6/10                |

Sau khi phát hành, A Thousand Suns đã được các nhà phê bình đón nhận nồng nhiệt, mặc dù một số ít nhiệt tình hơn. Tại Metacritic, nơi ấn định điểm trung bình có trọng số trên thang điểm 100 cho các bài đánh giá từ các nhà phê bình chính thống, album nhận được điểm trung bình là 66 dựa trên 10 bài đánh giá, thể hiện "các bài đánh giá chủ yếu tích cực".
Rick Florino của Artistdirect đã cho album 5/5 sao, nói rằng, "sau A Thousand Suns, tất cả nhạc rock 'n' roll sẽ xoay quanh Linkin Park"; ông ghi nhận Linkin Park đã tạo ra thể loại nhạc của riêng họ. Ian Winwood của Kerrang! đã cho nó một đánh giá "xuất sắc", nói rằng nó "chỉ có thể được mô tả tốt nhất là một album chính trị". Ông khen ngợi ca từ, nói rằng, "Đây là những bài hát được gây dựng có chiều sâu như những câu từ của nó vậy", và có thể so sánh nó gần nhất với album Fear of a Black Planet năm 1990 của Public Enemy.  Dave de Sylvia của Sputnikmusic gọi nó là "một album nhạc rock được chế tác cực kỳ tốt", nói rằng nó có phần tốt hơn so với người tiền nhiệm Minutes to Midnight (2007), nhưng không đáp lại kỳ vọng như album đầu tay, Hybrid Theory (2000). David Buchanan của Consequence of Sound đã cho album 3 rưỡi / 5, nói rằng, "Một số người có thể cho rằng âm thanh mới này là một sự biến đổi đột ngột hoàn toàn đến mức vô lý; tuy nhiên, trong các tác phẩm nghệ thuật và video liên quan của ban nhạc, sự tiến hóa đã được nhắm đến từ những ngày đầu tiên. Về bản chất, Linkin Park đã theo đuổi điều này từ lâu, và bây giờ nó đã trở nên hữu hình, hoàn chỉnh. "  Johan Wippsson từ Melodic cho biết Linkin Park "đã tạo ra một âm hưởng rất hay và độc đáo" và mô tả "Blackout" và "When They Come for Me" là "thực sự sáng tạo". Ian Winwood của BBC Music, trong bài đánh giá về album kế nhiệm của ban nhạc là Living Things, đã ca ngợi A Thousand Suns và mô tả nó là "một tác phẩm thực sự đáng kinh ngạc khi nó đánh cược với những thành công thương mại lớn lao mà nhóm nhạc đã đạt được kể từ album đầu tay của họ vào những năm 2000 là Hybrid Theory." 
James Montgomery của MTV gọi A Thousand Suns là "sự thay đổi hỗn độn, bất hòa, và đầy tham vọng" và so sánh nó với album Kid A năm 2000 của Radiohead, nhưng nói rằng A Thousand Suns có tinh thần lạc quan hơn Kid A. Jordy Kasko cùng Review Rinse Repeat đã đánh giá A Thousand Suns hoàn hảo, gọi đây là một "sứ mệnh tráng lệ". Ông đã so sánh nó với album The Dark Side of the Moon (1973) của Pink Floyd và Kid A của Radiohead, nói rằng " A Thousand Suns là một ALBUM. Nó không phải là một tập hợp các bài hát. Mục đích của nó không phải để lắng nghe như vậy. Ban nhạc sẽ phát hành một phiên bản iTunes chỉ có một ca khúc, dài 47 phút 56 giây. Đây không phải là một 'album' theo các tiêu chuẩn thông thường, cũng như Dark Side of the Moon hay Kid A. Đúng là, có những bài hát có thể nhận diện được, nhưng để hiểu hoặc đánh giá bất kỳ bài hát nào trong số đó, bạn phải đưa chúng vào ngữ cảnh của toàn bộ album. "  Christopher Weingarten từ The Village Voice khen ngợi album, gọi nó là "đĩa nhạc chủ đề lo-ngại-hạt-nhân thể loại avant-rock hay nhất năm 2010", cũng như so sánh nó với album OK Computer (1997) của Radiohead.
Mikael Wood từ Spin đã cho album 6 trên 10 sao, nói rằng nó "chứa nhiều nhạc phẩm dữ dội" và gọi "The Messenger" là "ca khúc bất ngờ nhất trong A Thousand Suns". Leah Greenblatt từ Entertainment Weekly đã xếp hạng B cho album và nói rằng "đôi khi ban nhạc lại cố gắng một cách kỳ quặc khi trộn lẫn sự vênh váo của hip-hop và nỗi tức giận của lứa tuổi thanh thiếu niên khiến chúng ta cảm thấy chói tai". Jody Rosen từ Rolling Stone đã cho nó ba sao trong số năm sao; ông nói Linkin Park đang "lần tìm đến một danh tính mới"; ông cho rằng "rõ ràng" là họ có kỹ năng với giai điệu và nói rằng họ nghe giống như "một ban nhạc tri ân Linkin Park tài năng". Tạp chí Music Network của Úc đã đưa ra đánh giá trái chiều cho album, gọi đây là "một sự thay đổi hoàn toàn của ban nhạc, nhưng nó cũng là một sự thay đổi rất không đồng đều... dù cho có một số khoảnh khắc mạnh mẽ ('The Catalyst,' 'Wretches and Kings'), rất nhiều các bài hát có cảm giác như một thử nghiệm chứ không phải là bài hát hoàn chỉnh".
Johnny Firecloud từ Antiquiet đã lên án album, gọi nó là "trò hề khoa trương" và cho rằng đây là một "mớ hỗn độn tình cảm được máy móc hóa... tập hợp 15 ca khúc hoàn toàn không thuyết phục khi làm lời kêu gọi cho cuộc nổi dậy và hành động ". Stephen Thomas Erlewine của AllMusic cho biết album là "sự tiếp nối rõ ràng" của album tiền nhiệm, gọi nó là "những ý tưởng được tái chế", và cho biết "vấn đề là, nhịp điệu nhẹ nhàng, đoạn riff và đoạn rap của A Thousand Suns trở nên đơn sắc". Jim Farber của The New York Daily News đã cho album một trong số năm sao, nói rằng, "không dưới 15 đoạn cắt chuyển lấn át độ dài 47 phút chật chội của CD, nhiều đoạn trong số đó là những mảnh rời hay chính xác hơn là những đoạn không có âm thanh nối tiếp". Jamie Primack của The Badger Herald đã viết, "có ít nhất năm bản nhạc phụ không chứa gì khác ngoài tiếng ồn và tiếng cắn...  các bài hát đủ độ dài thì không đặc biệt táo bạo hay thú vị".
Người hâm mộ của ban nhạc đã bị phân hóa bởi A Thousand Suns. Những dấu hiệu ban đầu về sự chia rẽ của người hâm mộ đối với nhạc phẩm mới của ban nhạc xảy ra khi "The Catalyst" được phát hành dưới dạng đĩa đơn. MTV đã tiến hành một cuộc thăm dò hỏi người hâm mộ họ đón nhận bài hát thế nào; hầu hết các phản hồi đều tích cực nhưng một số lượng lớn không hài lòng với nó. Do đó, người hâm mộ đã tranh luận về cảm nghĩ của họ với âm hưởng mới. Sara Ferrer của Orange County Reloaded cho biết album đã phân chia quan điểm của người hâm mộ và các nhà phê bình thành "nhóm yêu thích đối đầu ghét bỏ". Montgomery cũng bày tỏ quan điểm tương tự, nói rằng album "vừa gia tăng vừa loại bỏ cộng đồng người hâm mộ [của Linkin Park] với nhiều âm hưởng đa dạng (và tổng thể là thiếu thốn các đoạn độc tấu guitar)."  Shinoda chia sẻ suy nghĩ của mình về sự đón nhận chia rẽ của người hâm mộ; anh cảm ơn những người đã chấp nhận album và bảo vệ album khỏi sự chỉ trích của những người không thích nó. Nhận xét về phản ứng phân cực của người hâm mộ đối với album, Bennington nói, "[A Thousand Suns] chắc chắn là thứ mà chúng tôi biết mọi người sẽ cần phải thấu hiểu và vượt qua sự thật rằng đó không phải là thứ họ nghĩ chúng tôi sẽ làm ra." 

#### Giải thưởng
Kerrang! đã liệt kê A Thousand Suns là album hay nhất thứ 19 của năm 2010 trong danh sách 20 album hàng đầu năm đó. James Montgomery của MTV đã liệt kê album này là album hay nhất thứ 20 của năm 2010, gọi nó là "album nhạc rock của một hãng đĩa lớn tham vọng nhất trong năm... không thể phủ nhận sức mạnh đen tối dày đặc mà nó chứa đựng".
Album đã nhận được nhiều giải thưởng và đề cử. Tại MTV Video Music Aid Japan năm 2011, A Thousand Suns được đề cử cho Album của năm, trong khi "The Catalyst" được đề cử cho Video nhóm hay nhất và Video Rock hay nhất. Album đã nhận được hai đề cử Giải thưởng âm nhạc Billboard năm 2011; Album Rock hay nhất và Album Alternative hay nhất. "Waiting for the End" được đề cử cho Bài hát Alternative hay nhất. Video âm nhạc của "Waiting for the End" đã được đề cử tại Giải Video âm nhạc MTV 2011 cho Hiệu ứng Đặc biệt Xuất sắc nhất. Linkin Park đã giành giải Nhóm nhạc rock / Alternative Quốc tế Xuất sắc nhất cho A Thousand Suns tại Lễ trao giải ECHO 2011. Tại Lễ trao giải MTV Video Game, "Blackout" đã giành được giải thưởng Bài hát hay nhất trong trò chơi điện tử do được sử dụng trong FIFA 11. "Waiting for the End" được đề cử tại Giải thưởng Teen Choice 2011 cho hạng mục Bài hát Rock Lựa chọn.

## Danh sách bài hát
Tất cả các ca khúc được viết bởi Linkin Park. Bài số 11 được sáng tác bởi Linkin Park và Martin Luther King Jr.
| STT              | Nhan đề                     | Thời lượng |
| ---------------- | --------------------------- | ---------- |
| 1.               | "The Requiem"               | 2:01       |
| 2.               | "The Radiance"              | 0:57       |
| 3.               | "Burning in the Skies"      | 4:13       |
| 4.               | "Empty Spaces"              | 0:18       |
| 5.               | "When They Come for Me"     | 4:53       |
| 6.               | "Robot Boy"                 | 4:29       |
| 7.               | "Jornada Del Muerto"        | 1:34       |
| 8.               | "Waiting for the End"       | 3:51       |
| 9.               | "Blackout"                  | 4:39       |
| 10.              | "Wretches and Kings"        | 4:10       |
| 11.              | "Wisdom, Justice, and Love" | 1:39       |
| 12.              | "Iridescent"                | 4:56       |
| 13.              | "Fallout"                   | 1:23       |
| 14.              | "The Catalyst"              | 5:39       |
| 15.              | "The Messenger"             | 3:01       |
| Tổng thời lượng: | Tổng thời lượng:            | 47:48      |

| Bài hát bổ sung phiên bản Best Buy, Napster và HMV | Bài hát bổ sung phiên bản Best Buy, Napster và HMV | Bài hát bổ sung phiên bản Best Buy, Napster và HMV |
| STT                                                | Nhan đề                                            | Thời lượng                                         |
| -------------------------------------------------- | -------------------------------------------------- | -------------------------------------------------- |
| 16.                                                | "The Catalyst" (NoBraiN remix)                     | 4:22                                               |

| Bài hát bổ sung phiên bản iTunes deluxe | Bài hát bổ sung phiên bản iTunes deluxe                                         | Bài hát bổ sung phiên bản iTunes deluxe |
| STT                                     | Nhan đề                                                                         | Thời lượng                              |
| --------------------------------------- | ------------------------------------------------------------------------------- | --------------------------------------- |
| 16.                                     | "A Thousand Suns: The Full Experience" (toàn bộ album trong một bài)            | 47:56                                   |
| 17.                                     | "The Catalyst" (music video)                                                    | 4:42                                    |
| 18.                                     | "Blackbirds" (bài hát không nằm trong album lấy từ ứng dụng "8-Bit Rebellion!") | 3:21                                    |
| Tổng thời lượng:                        | Tổng thời lượng:                                                                | 63:44                                   |

| bài hát bổ sung phiên bản 2013 iTunes deluxe | bài hát bổ sung phiên bản 2013 iTunes deluxe | bài hát bổ sung phiên bản 2013 iTunes deluxe |
| STT                                          | Nhan đề                                      | Thời lượng                                   |
| -------------------------------------------- | -------------------------------------------- | -------------------------------------------- |
| 16.                                          | "Blackbirds"                                 | 3:21                                         |
| 17.                                          | "The Catalyst" (music video)                 | 4:43                                         |
| 18.                                          | "Waiting for the End" (music video)          | 3:54                                         |

| bài hát bổ sung phiên bản Nhật Bản | bài hát bổ sung phiên bản Nhật Bản | bài hát bổ sung phiên bản Nhật Bản |
| STT                                | Nhan đề                            | Thời lượng                         |
| ---------------------------------- | ---------------------------------- | ---------------------------------- |
| 16.                                | "New Divide" (trực tiếp ở Madrid)  | 4:54                               |
| Tổng thời lượng:                   | Tổng thời lượng:                   | 52:39                              |

| bài hát bổ sung phiên bản đặc biệt iTunes Vương Quốc Anh | bài hát bổ sung phiên bản đặc biệt iTunes Vương Quốc Anh | bài hát bổ sung phiên bản đặc biệt iTunes Vương Quốc Anh |
| STT                                                      | Nhan đề                                                  | Thời lượng                                               |
| -------------------------------------------------------- | -------------------------------------------------------- | -------------------------------------------------------- |
| 16.                                                      | "New Divide" (trực tiếp ở Madrid)                        | 4:35                                                     |
| 17.                                                      | "Waiting for the End" (trực tiếp ở Madrid)               | 4:04                                                     |
| 18.                                                      | "Breaking the Habit" (trực tiếp ở Madrid)                | 4:00                                                     |
| 19.                                                      | "The Catalyst" (trực tiếp ở Madrid)                      | 5:57                                                     |
| 20.                                                      | "In the End" (trực tiếp ở Madrid)                        | 3:48                                                     |
| 21.                                                      | "What I've Done" (trực tiếp ở Madrid)                    | 3:32                                                     |
| Tổng thời lượng:                                         | Tổng thời lượng:                                         | 73:41                                                    |

| DVD bổ sung phiên bản đặc biệt | DVD bổ sung phiên bản đặc biệt                                   | DVD bổ sung phiên bản đặc biệt |
| STT                            | Nhan đề                                                          | Thời lượng                     |
| ------------------------------ | ---------------------------------------------------------------- | ------------------------------ |
| 1.                             | "Meeting of A Thousand Suns" (phim tài liệu quá trình tạo album) | 29:46                          |
| Tổng thời lượng:               | Tổng thời lượng:                                                 | 29:46                          |

| DVD bổ sung A Thousand Suns + (trực tiếp ở Madrid) | DVD bổ sung A Thousand Suns + (trực tiếp ở Madrid) | DVD bổ sung A Thousand Suns + (trực tiếp ở Madrid) |
| STT                                                | Nhan đề                                            | Thời lượng                                         |
| -------------------------------------------------- | -------------------------------------------------- | -------------------------------------------------- |
| 1.                                                 | "The Requiem"                                      | 1:38                                               |
| 2.                                                 | "Wretches and Kings"                               | 4:25                                               |
| 3.                                                 | "Papercut"                                         | 3:18                                               |
| 4.                                                 | "New Divide"                                       | 4:31                                               |
| 5.                                                 | "Faint"                                            | 4:08                                               |
| 6.                                                 | "Empty Spaces/When They Come for Me"               | 5:31                                               |
| 7.                                                 | "Waiting for the End"                              | 3:53                                               |
| 8.                                                 | "Iridescent"                                       | 5:02                                               |
| 9.                                                 | "Numb"                                             | 3:11                                               |
| 10.                                                | "The Radiance" (bản piano)                         | 1:50                                               |
| 11.                                                | "Breaking the Habit"                               | 3:59                                               |
| 12.                                                | "Shadow of the Day"                                | 5:15                                               |
| 13.                                                | "Fallout"                                          | 1:25                                               |
| 14.                                                | "The Catalyst"                                     | 6:10                                               |
| 15.                                                | "The Messenger"                                    | 3:41                                               |
| 16.                                                | "In the End"                                       | 3:29                                               |
| 17.                                                | "What I've Done"                                   | 3:32                                               |
| 18.                                                | "Bleed It Out/A Place for My Head"                 | 5:06                                               |
| Tổng thời lượng:                                   | Tổng thời lượng:                                   | 70:04                                              |

| A Thousand Suns – Live Around the World | A Thousand Suns – Live Around the World            | A Thousand Suns – Live Around the World |
| STT                                     | Nhan đề                                            | Thời lượng                              |
| --------------------------------------- | -------------------------------------------------- | --------------------------------------- |
| 1.                                      | "The Requiem" (trực tiếp ở London, 2010)           | 2:30                                    |
| 2.                                      | "Burning in the Skies" (trực tiếp ở Hamburg, 2011) | 4:12                                    |
| 3.                                      | "When They Come for Me" (trực tiếp ở Paris, 2010)  | 5:06                                    |
| 4.                                      | "Jornada Del Muerto" (trực tiếp ở Hamburg, 2011)   | 1:50                                    |
| 5.                                      | "Waiting for the End" (trực tiếp ở Berlin, 2010)   | 3:56                                    |
| 6.                                      | "Blackout" (trực tiếp ở Hamburg, 2010)             | 4:34                                    |
| 7.                                      | "Wretches and Kings" (trực tiếp ở Las Vegas, 2011) | 3:54                                    |
| 8.                                      | "Iridescent" (trực tiếp ở Paris, 2010)             | 4:58                                    |
| 9.                                      | "The Catalyst" (trực tiếp ở Paris, 2010)           | 5:54                                    |
| 10.                                     | "The Messenger" (trực tiếp ở Las Vegas, 2011)      | 3:53                                    |

| nội dung bổ sung phiên bản iTunes deluxe | nội dung bổ sung phiên bản iTunes deluxe           | nội dung bổ sung phiên bản iTunes deluxe |
| STT                                      | Nhan đề                                            | Thời lượng                               |
| ---------------------------------------- | -------------------------------------------------- | ---------------------------------------- |
| 1.                                       | "The Requiem" (ghi chú từ ban nhạc)                |                                          |
| 2.                                       | "20 'In the Studio' exclusive photos"              |                                          |
| 3.                                       | "Meeting of A Thousand Suns (Making of the Album)" | 29:46                                    |
| 4.                                       | "Linkin Park visualizers"                          |                                          |
| 5.                                       | "Secret code puzzle"                               |                                          |
| 6.                                       | "The Catalyst (music video)"                       |                                          |

## Nhân sự
Nguồn: AllMusic  và tập sách A Thousand Suns. 
| Linkin Park - Chester Bennington – ca sĩ, nhạc cụ gõ, guitar đệm trong "Iridescent", hát bè trong "When They Come for Me" - Rob Bourdon – trống, nhạc cụ gõ, hát bè - Brad Delson – guitar chính, guitar đệm trong "Burning in the Skies"; hát bè, nhạc cụ phím, nhạc cụ gõ, guitar acoustic trong "The Messenger", Pro Tools - Dave "Phoenix" Farrell – bass, hát bè, nhạc cụ phím trong "Blackout" - Joe Hahn – bàn xoay đĩa, samples, lập trình, hát bè, giám đốc sáng tạo - Mike Shinoda – hát, guitar chính trong "Burning in the Skies", guitar đệm trong "Waiting for the End"; nhạc cụ phím, sampler, piano, synthesizer; hát rap trong "When They Come for Me", "Waiting For The End" và "Wretches and Kings", vocoder trong "The Requiem" và "Fallout", nhà sản xuất, kỹ sư, giám đốc sáng tạo, Pro Tools Bản mẫu - Martin Luther King, Jr. – bài phát biểu/diễn giả/câu nói (bài phát biểu "Beyond Vietnam: A Time to Break Silence", tạm dịch: "Phía sau Việt Nam: Thời điểm để Lên tiếng") – "Wisdom, Justice, and Love" - J. Robert Oppenheimer – người được phỏng vấn – "The Radiance" - Mario Savio – bài hát biểu/diễn giả/câu nói (bài phát biểu "Operation of the Machines") – "Wretches and Kings" | Sản xuất - Rick Rubin – nhà sản xuất - Neal Avron – phối âm - Kymm Britton – quan hệ công chúng - Anton Brooks – quan hệ công chúng - Lindsay Chase – điều phối sản xuất - Ryan DeMarti – điều phối sản xuất, A&R - Nicolas Fournier – trợ lý - Jerry Johnson – kỹ thuật viên trống - Liza Joseph – A&R - Frank Maddocks – chỉ đạo nghệ thuật, thiết kế, giám đốc sáng tạo - Ethan Mates – kỹ sư, Pro Tools - Vlado Meller – mastering - Josh Newell – kỹ sư, Pro Tools - Czeslaw "NoBraiN" Sakowski – lập trình - Mark Santangelo – trợ lý - Peter Standish – marketing - Josh Vanover – ảnh bìa, giám đốc sáng tạo - Ellen Wakayama – giám đốc sáng tạo - Tom Whalley – A&R |  |

## Bảng xếp hạng
| Bảng xếp hạng (2010)                     | Vị trí cao nhất |
| ---------------------------------------- | --------------- |
| Australian Albums Chart                  | 1               |
| Austrian Albums Chart                    | 1               |
| Belgian Albums Chart (Flanders)          | 2               |
| Belgian Albums Chart (Wallonia)          | 4               |
| Album Canada (Billboard)                 | 1               |
| Czech Republic Albums Chart              | 1               |
| Danish Albums Chart                      | 2               |
| European Top Albums Chart                | 1               |
| Finnish Albums Chart                     | 6               |
| French Albums Chart                      | 4               |
| German Albums Chart                      | 1               |
| Greek Albums Chart                       | 2               |
| Hungarian Albums Chart                   | 3               |
| Irish Albums Chart                       | 3               |
| Italian Albums Chart                     | 1               |
| Japanese Albums Chart                    | 2               |
| Mexican Albums Chart                     | 28              |
| Netherlands Albums Chart                 | 7               |
| New Zealand Albums Chart                 | 1               |
| Norwegian Albums Chart                   | 4               |
| Album Ba Lan (ZPAV)                      | 2               |
| Portuguese Albums Chart                  | 1               |
| Russian Albums Chart                     | 3               |
| Album Scotland (OCC)                     | 4               |
| Spanish Albums Chart                     | 3               |
| Swedish Albums Chart                     | 5               |
| Swiss Albums Chart                       | 1               |
| Album Anh Quốc (OCC)                     | 2               |
| Album Anh Quốc Rock & Metal (OCC)        | 1               |
| Album Hoa Kỳ Billboard 200               | 1               |
| Album Hoa Kỳ Top Alternative (Billboard) | 1               |
| Album Hoa Kỳ Top Hard Rock (Billboard)   | 1               |
| Album Hoa Kỳ Top Rock (Billboard)        | 1               |

| Bảng xếp hạng (2017) | Vị trí cao nhất |
| -------------------- | --------------- |
| Album Úc (ARIA)      | 47              |

| Bảng xếp hạng(2010)                | Vị trí |
| ---------------------------------- | ------ |
| Australian Albums (ARIA)           | 33     |
| Austrian Albums (Ö3 Austria)       | 10     |
| Belgian Albums (Ultratop Wallonia) | 92     |
| Canadian Albums Chart              | 40     |
| French Albums (SNEP)               | 70     |
| German Albums (Offizielle Top 100) | 11     |
| Japan Oricon albums chart          | 50     |
| Album New Zealand (RMNZ)           | 40     |
| Swiss Albums (Schweizer Hitparade) | 16     |
| US Billboard 200                   | 53     |
| US Billboard Alternative Albums    | 5      |
| US Billboard Rock Albums           | 7      |
| US Billboard Hard Rock Albums      | 2      |

| Bảng xếp hạng (2011)            | Vị trí |
| ------------------------------- | ------ |
| Swiss Albums Chart              | 86     |
| US Billboard 200                | 107    |
| US Billboard Alternative Albums | 12     |
| US Billboard Rock Albums        | 15     |
| US Billboard Hard Rock Albums   | 3      |

## Chứng nhận
| Quốc gia                                                                           | Chứng nhận | Số đơn vị/doanh số chứng nhận |
| ---------------------------------------------------------------------------------- | ---------- | ----------------------------- |
| Úc (ARIA)                                                                          | Platinum   | 70.000^                       |
| Áo (IFPI Áo)                                                                       | Gold       | 10.000*                       |
| Brasil (Pro-Música Brasil)                                                         | Gold       | 20.000*                       |
| Canada (Music Canada)                                                              | Platinum   | 80.000^                       |
| Đan Mạch (IFPI Đan Mạch)                                                           | Gold       | 15.000^                       |
| Phần Lan (Musiikkituottajat)                                                       | Gold       | 13,977                        |
| Pháp (SNEP)                                                                        | Gold       | 50.000*                       |
| GCC (IFPI Trung Đông)                                                              | Gold       | 3.000*                        |
| Đức (BVMI)                                                                         | 3× Gold    | 450.000^                      |
| Ireland (IRMA)                                                                     | 2× Gold    | 15.000^                       |
| Ý (FIMI)                                                                           | Gold       | 30.000*                       |
| Nhật Bản (RIAJ)                                                                    | Gold       | 100.000^                      |
| New Zealand (RMNZ)                                                                 | Gold       | 7.500^                        |
| Ba Lan (ZPAV)                                                                      | Platinum   | 20.000*                       |
| Nga (NFPF)                                                                         | Gold       | 5.000*                        |
| Thụy Sĩ (IFPI)                                                                     | Gold       | 15.000^                       |
| Anh Quốc (BPI)                                                                     | Gold       | 100.000^                      |
| Hoa Kỳ (RIAA)                                                                      | Platinum   | 1.000.000^                    |
| * Chứng nhận dựa theo doanh số tiêu thụ. ^ Chứng nhận dựa theo doanh số nhập hàng. |            |                               |

### Đĩa đơn
| Năm  | Bài hát                      | Vị trí xếp hạng cao nhất | Vị trí xếp hạng cao nhất | Vị trí xếp hạng cao nhất | Vị trí xếp hạng cao nhất | Vị trí xếp hạng cao nhất | Vị trí xếp hạng cao nhất | Vị trí xếp hạng cao nhất | Vị trí xếp hạng cao nhất | Vị trí xếp hạng cao nhất | Vị trí xếp hạng cao nhất | Vị trí xếp hạng cao nhất |
| Năm  | Bài hát                      | US                       | US Alt.                  | US Rock                  | AUS                      | AUT                      | GER                      | POR                      | SWI                      | UK                       | UK Rock                  |                          |
| ---- | ---------------------------- | ------------------------ | ------------------------ | ------------------------ | ------------------------ | ------------------------ | ------------------------ | ------------------------ | ------------------------ | ------------------------ | ------------------------ | ------------------------ |
| 2010 | "The Catalyst" (Gold)        | 27                       | 1                        | 1                        | 33                       | 18                       | 11                       | 27                       | 29                       | 40                       | 1                        |                          |
| 2010 | "Waiting for the End" (Gold) | 42                       | 1                        | 2                        | —                        | 34                       | 29                       | 26                       | 58                       | 90                       | 3                        |                          |
| 2011 | "Burning in the Skies"       | —                        | —                        | —                        | —                        | 35                       | 43                       | 35                       | 41                       | —                        | 16                       |                          |
| 2011 | "Iridescent"                 | 81                       | 19                       | 29                       | 39                       | 52                       | 46                       | —                        | 69                       | 93                       | 2                        |                          |

### Các bài hát được xếp hạng khác
| Năm  | Bài hát      | Vị trí xếp hạng cao nhất |
| Năm  | Bài hát      | UK Rock                  |
| ---- | ------------ | ------------------------ |
| 2010 | "Blackbirds" | 21                       |
| 2010 | "Blackout"   | 28                       |

## Lịch sử phát hành
| Khu vực        | Ngày                                                                        | (Các) định dạng                                             |
| -------------- | --------------------------------------------------------------------------- | ----------------------------------------------------------- |
| Úc             | Ngày 8 tháng 9 năm 2010                                                     | Tải xuống kỹ thuật số, CD, LP, DVD                          |
| Áo             | Ngày 8 tháng 9 năm 2010                                                     | Tải xuống kỹ thuật số, CD, LP, DVD                          |
| Bỉ             | Ngày 8 tháng 9 năm 2010                                                     | Tải xuống kỹ thuật số, CD, LP, DVD                          |
| Canada         | Ngày 8 tháng 9 năm 2010                                                     | Tải xuống kỹ thuật số, CD, LP, DVD                          |
| Đan Mạch       | Ngày 8 tháng 9 năm 2010                                                     | Tải xuống kỹ thuật số, CD, LP, DVD                          |
| Phần Lan       | Ngày 8 tháng 9 năm 2010                                                     | Tải xuống kỹ thuật số, CD, LP, DVD                          |
| Pháp           | Ngày 8 tháng 9 năm 2010                                                     | Tải xuống kỹ thuật số, CD, LP, DVD                          |
| Đức            | Ngày 8 tháng 9 năm 2010                                                     | Tải xuống kỹ thuật số, CD, LP, DVD                          |
| Hy Lạp         | Ngày 8 tháng 9 năm 2010                                                     | Tải xuống kỹ thuật số, CD, LP, DVD                          |
| Ireland        | Ngày 8 tháng 9 năm 2010                                                     | Tải xuống kỹ thuật số, CD, LP, DVD                          |
| Ý              | Ngày 8 tháng 9 năm 2010                                                     | Tải xuống kỹ thuật số, CD, LP, DVD                          |
| Luxembourg     | Ngày 8 tháng 9 năm 2010                                                     | Tải xuống kỹ thuật số, CD, LP, DVD                          |
| Mexico         | Ngày 8 tháng 9 năm 2010                                                     | Tải xuống kỹ thuật số, CD, LP, DVD                          |
| Hà Lan         | Ngày 8 tháng 9 năm 2010                                                     | Tải xuống kỹ thuật số, CD, LP, DVD                          |
| New Zealand    | Ngày 8 tháng 9 năm 2010                                                     | Tải xuống kỹ thuật số, CD, LP, DVD                          |
| Na Uy          | Ngày 8 tháng 9 năm 2010                                                     | Tải xuống kỹ thuật số, CD, LP, DVD                          |
| Bồ Đào Nha     | Ngày 8 tháng 9 năm 2010                                                     | Tải xuống kỹ thuật số, CD, LP, DVD                          |
| Tây Ban Nha    | Ngày 8 tháng 9 năm 2010                                                     | Tải xuống kỹ thuật số, CD, LP, DVD                          |
| Thụy Điển      | Ngày 8 tháng 9 năm 2010                                                     | Tải xuống kỹ thuật số, CD, LP, DVD                          |
| Thụy Sĩ        | Ngày 8 tháng 9 năm 2010                                                     | Tải xuống kỹ thuật số, CD, LP, DVD                          |
| Vương quốc Anh | Ngày 8 tháng 9 năm 2010                                                     | Tải xuống kỹ thuật số, CD, LP, DVD                          |
| Hungary        | Ngày 9 tháng 9 năm 2010                                                     | Tải xuống kỹ thuật số, CD, LP, DVD                          |
| Ba Lan         | Ngày 13 tháng 9 năm 2010                                                    | Tải xuống kỹ thuật số, CD, LP, DVD                          |
| Braxin         | Ngày 14 tháng 9 năm 2010                                                    | Tải xuống kỹ thuật số, CD, LP, DVD                          |
| Hoa Kỳ         | Ngày 14 tháng 9 năm 2010                                                    | Tải xuống kỹ thuật số, CD, LP, DVD                          |
| Nhật Bản       | Ngày 15 tháng 9 năm 2010 Ngày 29 tháng 9 năm 2010 Ngày 24 tháng 11 năm 2010 | Tải xuống kỹ thuật số, CD, CD + DVD Gunpla phiên bản thứ 30 |